# Ár (gazdaság)
Az ár szó egyéb jelentéseit lásd az Ár egyértelműsítő lapon.
Az ár a gazdaságban egy termék vagy szolgáltatás ellenértékét jelenti, amelyet többnyire pénzben kell megfizetni.
Az árak kialakulását a közgazdaságtanban a mikroökonómia árelmélete vizsgálja. Ebben az értelemben az árak a piaci allokációs modell értékmérő változói. Az árak gyakorlati kialakításának kérdéseivel a marketing foglalkozik, amely azokat a termékek és szolgáltatások piaci pozicionálásának más változóival együtt kezeli.
A mikroökonómia szempontjából nincsen különbség a csere és az adás-vételi szerződés között, a pénz ezekben az ügyletekben csupán értékmérő szerepet tölt be. Így nem csupán a javak pénzben kifejezett ellenértéke, hanem a köztük lévő átváltási vagy cserearányok (például 1 cipőt 20 kenyérért adnak egy csereügylet során) is végső soron áraknak tekinthetők. Jogi értelemben az adás-vétel és a csere fogalma elválik egymástól, ezért csak a törvényes fizetőeszközben, azaz pénzben meghatározott esetben beszélhetünk árról, mint ellenértékről. A köznyelv ebben az értelemben nem húz éles határvonalat: akár hibáinknak is megfizethetjük az árát.

## Fogyasztói és termelői ár
A gazdaság különböző szereplői egy árunak általában más és más árával szembesülnek. A fogyasztói ár az az összeg, amit egy meghatározott termékért vagy szolgáltatásért a fogyasztójának kell megfizetnie. A termelői ár az az ellenérték, amihez a terméket előállító vagy a szolgáltatást nyújtó személy jut hozzá. A fogyasztói és termelői árak különbsége a kereskedelmi árrés.

## Bruttó és nettó ár
A kereskedelemben általános az ügyletek különféle alapú megadóztatása. A bruttó ár a fogyasztói árnak az adásvétel után fizetendő adóval növelt értéke. A végső felhasználók ezt az árat fizetik meg a javakért. A nettó ár az adót nem tartalmazó „tiszta” ár, amelyet az eladó kap meg az általa értékesített jószágért cserébe.
Magyarországon a legtöbb termék és szolgáltatás adásvétele után általános forgalmi adót vagy más forgalmi jellegű adót kell fizetni (kivételt képeznek például az értékpapírok). A bruttó és a nettó ár közti különbséget legtöbbször az általános forgalmi adó értéke határozza meg.

## Árszínvonal
Árszínvonal alatt a gazdaságban jelen lévő javak árának valamilyen módszerrel súlyozott átlagát értjük. A makroökonómia központi fogalmainak egyike.
Az árszínvonalat, illetve annak időbeli változását leíró mutatók például:
- Fogyasztói árindex (CPI), amely a gazdaságban fogyasztott javak közül néhánynak (az úgynevezett reprezentánsoknak) a vásárolt mennyiségükkel súlyozott átlagárával számol.
- Termelői árindex (PPI), amely a termelési tényezők átlagos árszínvonalának mutatója.

Az árszínvonal növekedését inflációnak, csökkenését deflációnak hívjuk. Az árszínvonal emelkedése, illetve csökkenése persze sohasem jelenti azt, hogy a gazdaságban minden jószág ára hasonlóan változik. Magyarországon például az elmúlt években az úgynevezett tartós fogyasztási cikkek többségének ára az infláció ellenére is csökkent.

## Az árak kialakulása
A javak árai alapvetően háromféleképpen alakulhatnak ki a gazdaságban.

### A piaci ár
Ha egy jószág piacára teljesülnek bizonyos feltételek (például az információk akadálytalan áramlása, a jószág úgynevezett homogenitása vagy a piaci szereplők racionális viselkedése), akkor az árak kialakulhatnak az úgynevezett piaci mechanizmus révén. Ennek lényege, hogy a vevők mindig a legalacsonyabb árat kérő eladónál vásárolnak, így az eladók addig alakítják áraikat, amíg:
1. az áraik egyenlőek nem lesznek;
2. minden jószág kereslete egyenlővé nem válik a kínálatával.

Ezt az állapotot piaci egyensúlynak nevezzük.
Látható, hogy a piaci ár meghatározásában közvetve mind a vizsgált jószág kereslete, mind a kínálata szerepet játszik. Az ezekre ható tényezők így mind befolyással vannak a piaci ár mértékére. Ilyen tényezők például:
- a fogyasztók preferenciái,
- a fogyasztók jövedelme,
- más javak árai,
- a termelési költségek, vagyis a termelési tényezők árai és a technológia.

Versenyzői piacon az egyensúlyi ár egyben egyenlő lesz a határköltséggel, vagyis az utolsó megtermelt jószágegység előállítási költségével. A mikroökonómia modelljében belátható, hogy a „társadalmi hasznosságot”, vagyis a fogyasztói és a termelői többletek összegét éppen ez a határköltséggel egyenlő ár maximalizálja.

### A hatósági ár
Az olyan esetekben, amikor a versenypiac nem létezik, és ezért nem alakulhat ki határköltség-alapú ár, vagy az adott nemzeti, helyi közösség nem kíván egy szolgáltatást piaci alapra helyezni, hatósági ármegállapításra vagy árszabályozásra kerülhet sor.
Magyarországon árszabályozó hatóság lehet az állam (a Kormány egyik tagján vagy kvázi-autonóm árszabályozó hatóságon keresztül) vagy az önkormányzat.
Magyarországon államilag megállapított hatósági ára van például a gyógyszereknek, az energia- és közműszolgáltatásoknak. Más közszükségleti cikkek, például a távfűtés vagy a közösségi közlekedés tarifáinak megállapítása az önkormányzatok hatáskörébe tartozik, természetesen a szolgáltatást nyújtó vállalattal való egyeztetést követően.

### A „tisztességes” vagy „jogos” ár
A történelem során számos alkalommal az árak megállapításának feladatát erkölcsi koordinációs mechanizmusok látták el. A középkorban például a céhes kereskedők nem kérhettek többet az értékesíteni szánt termékükért, mint az úgynevezett „jogos ár”: ez a termék beszerzési és a kereskedő létfenntartási költségeinek fedezésére volt elegendő. Aki ennél magasabb árat szabott meg, azt a közösség kiközösítéssel büntette.
Az újkor kezdetén, az amerikai gyarmatokon, majd az Egyesült Államokban is a helyi közösségek gyakran beavatkoztak egyes termékek árának meghatározásába.
Az erkölcsi koordináció mára nagyrészt kiszorult az árak meghatározódásának folyamatából, de még a piacgazdaságok történetében sem volt olyan időszak, amikor minden ár piaci szabadáras lett volna.
Az uralkodó közgazdaságtani áramlat szerint a piaci versenyben született árak, ha a piac versenyzői piac (vagyis sem az eladói, sem a vevői oldalon nincsen erőfölény), tisztességesek, mivel kölcsönösen előnyös (paretoi értelemben hatékony) cseréken alapulnak. Az ilyen körülmények között létrejövő csereszerződések – amelyeket gyakran pénzben fejeznek ki – a résztvevők szubjektív szempontjából, és ezáltal „társadalmi” szempontból is, a lehetséges legjobb helyzetet hozzák létre. A modern piacgazdaságok angolszász modelljében, éppúgy mint a szociális piacgazdaság modelljében, ezért kiemelt jelentőségű a gazdasági verseny védelme (versenyjog) és az erőfölényes piacokon az árszabályozás (a hipotetikus versenyár, a határköltségen alapuló, gyakran hatóságilag szabályozott ár) kialakítása.

### Árat befolyásoló tényezők
- Szezon: Árfelhajtó hatású, amikor egy termékletre vagy keresletre az év adott időszakában nagyobb a kereslet.
- Kartellezés: Amikor a gyártók vagy szolgáltatók helyzetükkel visszaélve megegyeznek, hogy extra bevételre tegyenek szert. Ezt általában a törvény bünteti.
- Monopólium
- Piac Ahol a kínálat (és általában a kereslet is) áttekinthető, így a javakat valószínűleg a tisztességes áron lehet megvásárolni.